# هجوم النبطية الفوقا
وقع هجوم النبطية الفوقا في 16 نيسان / أبريل 1996، عندما قصفت الطائرات الحربية الإسرائيلية شقة في قرية النبطية الفوقا، مما أدى إلى مقتل تسعة أشخاص، سبعة منهم أطفال.

## حالة
في 19 سبتمبر 1994، تعرضت القرية للهجوم وأصيبت بقذائف المملوءة بالسهام الإسرائيلية التي تسببت في مقتل 4 مدنيين وإصابة أربعة آخرين.
كان الهجوم واحدا من عدة حوادث وقعت في منتصف أبريل / نيسان 1996 بعد وقت قصير من إعلان إسرائيل تنفيذ عملية عناقيد الغضب في الحادي عشر من ذلك الشهر. في هذه الحالات، قتلت صواريخ مروحية إسرائيلية مدنيين لبنانيين. في يوم 13، أطلقت مروحية أباتشي إسرائيلية، بعد أن حلقت لعدة دقائق فوق قرية المنصوري الشيعية على بعد 8 كيلومترات من الحدود الإسرائيلية، صاروخًا على سيارة إسعاف كانت تمر عبر نقطة تفتيش تابعة للأمم المتحدة. وكانت المركبة تقل 13 شخصًا، علمًا بمطالب إسرائيلية بإخلاء قرى الجنوب من سكانها الفارين. تم حرق 4 أطفال وامرأتين. ذكرت لاحقًا أن سيارة إسعاف القرية  كانت إما سيارة مملوكة لعضو في حزب الله أو كانت تخفي أحد مقاتليها، وهو ادعاء نفاه روبرت فيسك الذي أجرى مقابلات مع شهود عيان على الموقع بعد ذلك بوقت قصير. رد حزب الله في اليوم التالي بإطلاق 81 صاروخ كاتيوشا على إسرائيل، 28٪ من إجمالي الصواريخ التي أطلقها خلال العملية الإسرائيلية.
في 18 نيسان، أطلقت المدفعية الإسرائيلية النار على قرية قانا الشيعية والملكية الكاثوليكية، مما أسفر عن مقتل 106 أشخاص فيما أصبح يعرف بمجزرة قانا. وفي حوادث أخرى في ذلك الأسبوع، أطلق طيار مروحية إسرائيلي صاروخًا على سيارة بالقرب من محطة كهرباء الجية كانت تقودها امرأة شابة كانت قد توقفت لتوها لشراء شطيرة. في بيروت الغربية، قُطعت رأس طفلة تبلغ من العمر عامين بواسطة صاروخ آخر.

## هجوم
قرية النبطية الفوقا، 20 ميلاً شمال قانا، تقع على امتداد تلال 3 كم شمال مدينة النبطية. انتقلت عائلة العبد إلى هناك لأنه بدا موقعًا أكثر أمانًا نسبيًا، بعيدًا عن طريق الجيش الإسرائيلي وجيش لبنان الجنوبي. كان الأب حسن غائبًا في ذلك الوقت منذ مغادرته لأداء فريضة الحج في مكة.
وفي حوالي الساعة 5 صباحا، حلقت مروحيات تابعة للجيش الإسرائيلي فوق المنطقة. عند الساعة 6:30، أطلقوا صواريخ على المنزل المكون من طابقين حيث كانت الأسرة تنام، فدمروه بالكامل. كما أصابت مبنيين آخرين، مما تسبب في أضرار جسيمة. ذكرت تقارير أولية من الجيش اللبناني مقتل 11 مدنياً، بينهم رضيع يبلغ من العمر أربعة أيام.

### الضحايا
| - فوزية خواجة، 40 - احمد بصل 17 - لولو عابد 12 - محمد عابد 11 - علي عابد، 8 - هدى عابد 7 - ندى عابد 4 - مرتضى عابد 3 - نور عابد 4 ايام. |

وتم إنقاذ ونجا نجود (18 عاما) وإبراهيم (15 عاما).

## ما بعد الكارثة
بعد الهجوم بقليل، أصدر الجيش الإسرائيلي بيانا زعم أنه كان «ردا على هجوم لحزب الله في المنطقة الأمنية». لم تجد التحقيقات التي أجرتها منظمة العفو الدولية وهيومن رايتس ووتش أي دليل على أن حزب الله كان يختبئ في المبنى.
وألقى رئيس الوزراء الإسرائيلي شيمون بيريز باللوم على المدنيين في البقاء في النبطية، قائلا إنه كان ينبغي عليهم المغادرة في وقت مبكر.
ووقع هجوم الهوية على مجمع اليونيفيل في قانا، وأسفر عن مقتل 106 مدنيين، في وقت لاحق من نفس اليوم.
اختتمت عملية عناقيد الغضب بعد وقت قصير من الهجوم الأخير. في غضون 16 يومًا، نفذت إسرائيل 600 غارة جوية وأطلقت حوالي 25000 قذيفة على جنوب لبنان، مما أسفر عن مقتل 154 مدنياً وإصابة 351 آخرين.
تم الاستشهاد بالحادث في دراسة حديثة حول تحيز وسائل الإعلام في الإبلاغ عن النزاعات في الشرق الأوسط.

### اقتباسات
1. ↑  lebanons02 (22 Oct 2014). "An Israeli warplane destroyed a two-story house in upper Nabatieh killing nine civilians, including a mother and her seven children". Civil Society Knowledge Centre (بالإنجليزية). Archived from the original on 2021-10-27. Retrieved 2021-04-15.{{استشهاد ويب}}:  صيانة الاستشهاد: أسماء عددية: قائمة المؤلفين (link)
2. 1 2 3  HRW 1997.
3. 1 2  WP 1996.
4. 1 2 3 4 5  Fisk 2006.
5. ↑  The Economist 1996-07-15: Vol 336 Iss 7923 (بالإنجليزية). Internet Archive. The Economist Intelligence Unit N.A., Incorporated. 15 Jul 1996.{{استشهاد بكتاب}}:  صيانة الاستشهاد: آخرون (link)
6. ↑  Lebanese Minister of Foreign Affairs (16 Nov 1998). "Universal Declaration of Human Rights – Lebanon document – Letter from Lebanon". Question of Palestine (بالإنجليزية الأمريكية). الأمم المتحدة. Archived from the original on 2021-10-30. Retrieved 2021-04-06.
7. 1 2  Jehl 1996.
8. ↑  ICTJ 2013.
9. 1 2  Fisk 1997.
10. ↑  Fisk 2006، صفحة 955.
11. 1 2  Bardan 1996.
12. 1 2 3 4 5  Amnesty 1996.
13. ↑  "Nabatieh Fawka: the 18th anniversary of the Al Abed massacre". Jnoubia. 18 أبريل 2014. مؤرشف من الأصل في 2021-04-20. اطلع عليه بتاريخ 2021-04-17.
14. ↑  Lein 2000.
15. ↑  Catignani 2008.
16. ↑  Aima 2019.